# 鹰婆岛
28°12′34″N 121°10′22″E / 28.20938°N 121.17265°E
鹰婆岛，是中华人民共和国浙江省玉环市海山乡管辖的一个岛屿。

## 沿革
当地传说称鹰公出海觅食遇难，鹰婆殉情而亡，形成鹰公岛、鹰婆岛。鹰公岛经漩门湾特大桥连接，鹰婆岛位于茅埏岛东南侧，面积0.003平方公里，最高海拔18.4米。岛上设有灯柱（为白色圆柱型石砌建筑），每年6-10月发光。